# Première invasion napoléonienne du Portugal
Cet article aborde dans le détail un épisode de la Guerre péninsulaire du Portugal

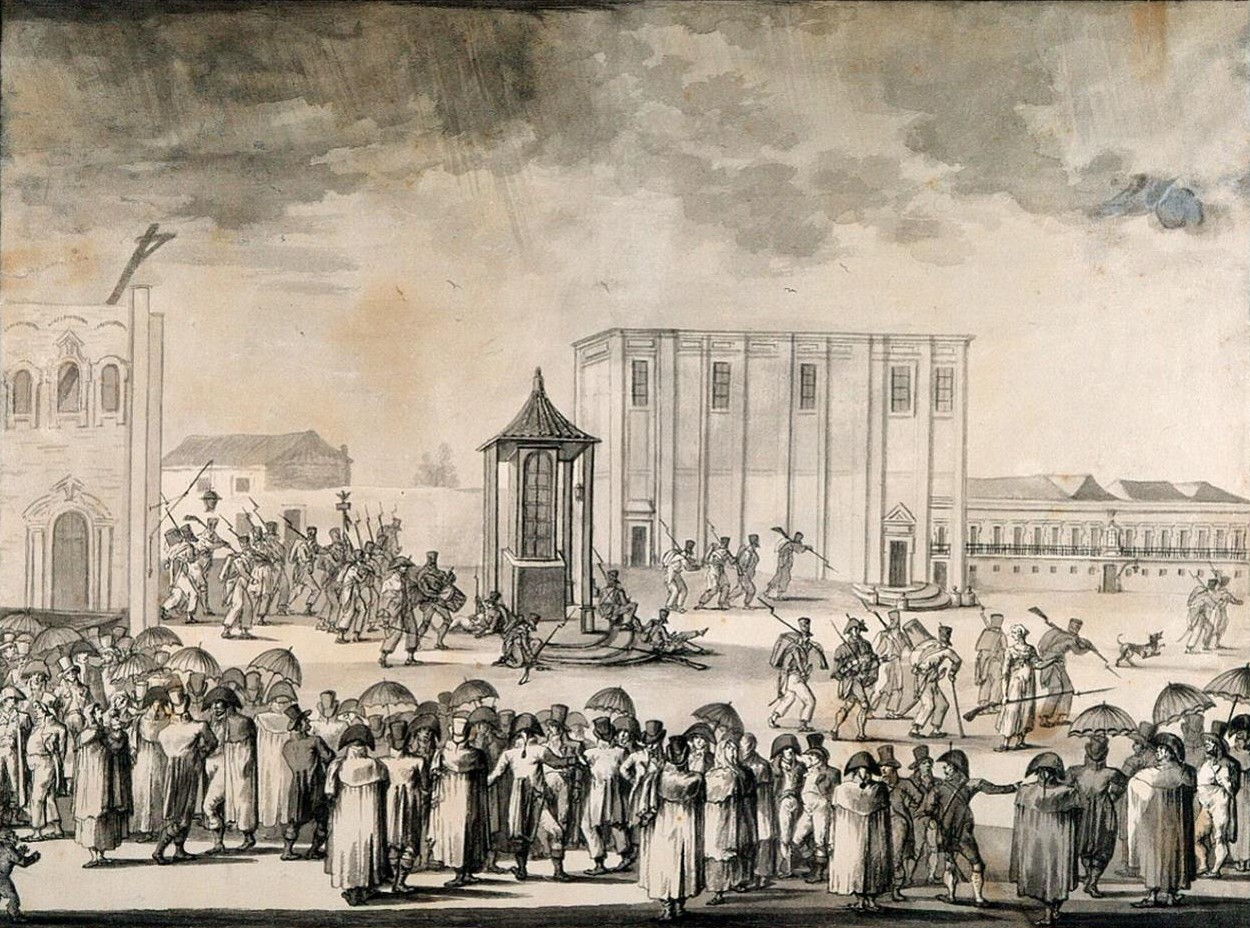
Entrée de l'Armée française à Lisbonne, 30 novembre 1807

La première invasion napoléonienne du Portugal s'inscrit dans la volonté de Napoléon Bonaparte d'imposer un blocus continental au Royaume-Uni dont le Portugal est un allié et partenaire commercial. Menée par le général Junot, elle débute le 17 novembre 1807 : les Français avancent jusqu'à Lisbonne tandis que la cour royale se réfugie au Brésil. Mais la résistance des Portugais dans les provinces, le soulèvement de l'Espagne contre les Français et le débarquement d'un corps expéditionnaire britannique amènent Junot, en novembre 1808, à négocier son retrait par la signature de la convention de Cintra. Cet échec fera de la guerre péninsulaire une guerre d'attrition où la France usera ses forces.

## Antécédents
La Révolution française et l'avènement de Napoléon Bonaparte en France bouleversent l'histoire de l'Europe, provoquant l'union des monarchies contre les idées nouvelles. Si le Portugal tente de rester neutre afin de préserver ses affaires commerciales et de conserver ses colonies, sa vieille alliance avec l'Angleterre va l'obliger à prendre position dans le conflit qui oppose la France à l'Angleterre et aux autres monarchies européennes.
Le Portugal participera ainsi à la guerre du Roussillon qui se conclura par la signature du traité de Bâle, à l'issue duquel le Portugal espère se maintenir à l'écart de l'opposition franco-anglaise.
Avec la convention d'Aranjuez, en janvier 1801, la France et l'Espagne, devenus alliées, s'accordent pour envoyer un ultimatum au Portugal : le pays doit notamment fermer ses ports au commerce britannique et se mettre à dos un allié précieux. Son refus va lui valoir une série de représailles de la part de la France entre 1801 et 1814, représailles qui auront un impact considérable sur l'histoire du pays et de son empire.
C'est d'abord la guerre des Oranges (mai 1801) pendant laquelle le pays est envahi par l'Espagne pressée par la France. Le Portugal finit par signer le traité de Badajoz par lequel il accepte, entre autres choses, de fermer tous ses ports au commerce britannique. Le Portugal ne peut cependant respecter cet accord sans mettre en danger ses colonies d'outre-mer essentielles à son économie. Il tente alors à un moment de ménager chacune des parties.
Après la défaite de Trafalgar, la France doit renoncer à inquiéter le Royaume-Uni sur mer. Avec le décret de Berlin (21 novembre 1806), la France instaure le blocus Continental portant le conflit sur le terrain économique. Celui-ci vise à interdire au commerce britannique l'accès aux ports des pays soumis à la domination française et ainsi asphyxier économiquement son ennemi. Pour le Portugal, appliquer le blocus c'est se mettre à dos le Royaume-Uni et perdre ses colonies. Pour autant, cette mesure ne mettrait pas à l'abri ses colonies des ambitions espagnoles. La diplomatie portugaise va donc osciller entre les pressions britanniques et françaises.
En juillet 1807, Napoléon signe le traité de Tilsit avec la Russie et la Prusse. Les conséquences sont décisives pour le Portugal : non seulement, les deux pays adhèrent au Blocus continental, mais le traité met fin à la guerre de la Quatrième Coalition et laisse les mains libres à Napoléon pour intervenir au Portugal. Son objectif à terme est en vérité de dominer toute la péninsule Ibérique. L'Espagne se rassure encore en signant le traité de Fontainebleau (27 octobre 1807). Elle y accorde à la France l'autorisation de traverser son territoire et un soutien militaire pour envahir le Portugal. À terme, le royaume portugais et ses colonies seraient divisés entre les deux pays.

## Préparatifs

### Français et Espagnols
Avant même que le traité ne soit signé, le corps d'observation de la Gironde, sous le commandement de Junot, se regroupe à Bayonne, près de la frontière espagnole (août 1807). Fidèle compagnon de Napoléon depuis le siège de Toulon en 1793, soldat courageux, Junot n'a pas encore exercé de grand commandement en campagne et, jusque-là, il était gouverneur militaire de Paris ; cependant, il connaît le Portugal où il a été ambassadeur. Pour renforcer l'encadrement, on rappelle les officiers qui avaient été formés pour constituer un corps expéditionnaire au Portugal sous Leclerc en 1799. 
Par une convention secrète franco-espagnole, ce corps doit compter 28 000 hommes auxquels se joindront trois divisions espagnoles, 27 000 hommes en tout, et un second corps français de 40 000 hommes si le Portugal est renforcé par des troupes britanniques. 

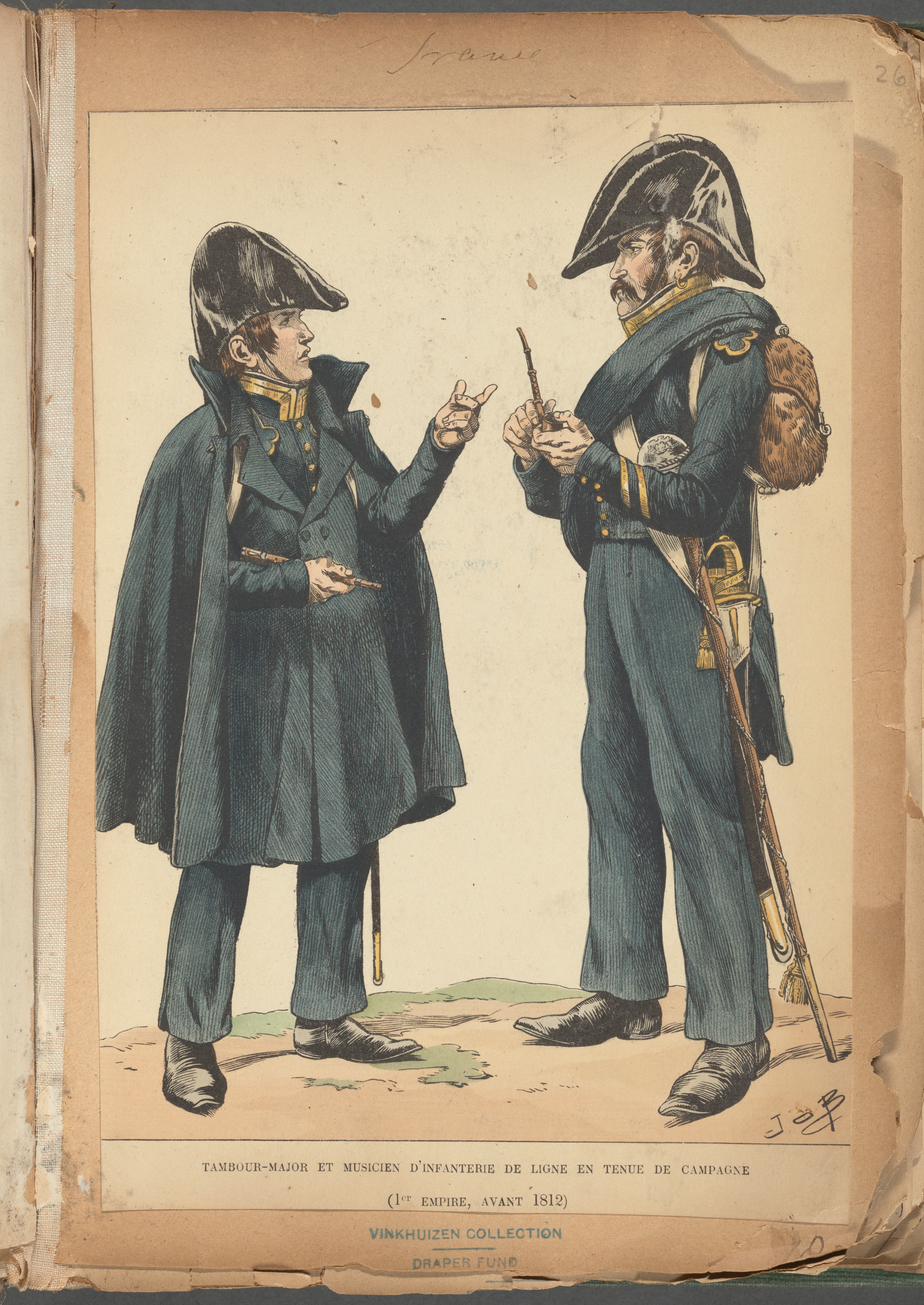
Tambour-major et musicien militaire français en 1810.

La préparation logistique laisse beaucoup à désirer : il a fallu prélever des troupes sur les garnisons des côtes de l'Atlantique et de la Méditerranée en évitant de les dégarnir complètement car elles sont exposées aux descentes britanniques. Les effectifs doivent être complétés à la dernière minute par des convalescents de la Grande Armée ou des conscrits sans entraînement. Sur 55 000 recrues prévues en 1806, seulement 45 000 se sont présentées à l'appel. Les chevaux sont difficiles à réunir, le ravitaillement des hommes est convenable mais le fourrage manque car les fournisseurs exigent d'être payés d'avance et l'argent n'arrive pas. Les unités de cavalerie doivent changer sans cesse de cantonnements pour se ravitailler<. Pour les approvisionnements en Espagne, Napoléon compte sur le gouvernement espagnol de Manuel Godoy qui affiche le plus total dévouement à la France : les militaires les mieux informés, comme Dejean, connaissent la gabegie de l'administration espagnole mais se gardent bien de discuter les ordres de l'empereur.
La division Delaborde, qui entre la première en Espagne, est presque au complet avec 8 820 hommes ; à la division Laroche (qui, malade, sera remplacé fin octobre par Loison), il manque 400 hommes du 4e léger et 140 des autres régiments ; la 3e division (général Travot) n'a que 5 000 hommes sur un effectif théorique de 12 600 ; la cavalerie, commandée par Kellermann le jeune, compte 7 escadrons ; chaque division est dotée de 12 canons ; un bataillon du génie et une compagnie d'ouvriers complètent la marche,.
Le 17 octobre, Napoléon, répondant au rapport envoyé par Junot le 10, lui écrit :

« Faites-moi faire la description de toutes les provinces par où vous passez, des routes, de la nature du terrain ; envoyez-moi des croquis. Chargez des officiers du génie de ce travail, qu'il est important d'avoir. Que je puisse voir la distance des villages, la nature du pays, les ressources qu'il présente […] J'apprends, au moment même, que le Portugal a déclaré la guerre à l'Angleterre et renvoyé l'ambassadeur anglais : cela ne me satisfait pas ; continuez votre marche ; j'ai lieu de croire que c'est entendu avec l'Angleterre pour donner le temps aux troupes anglaises de venir de Copenhague. Il faut que vous soyez à Lisbonne au 1er décembre, comme ami ou comme ennemi. »

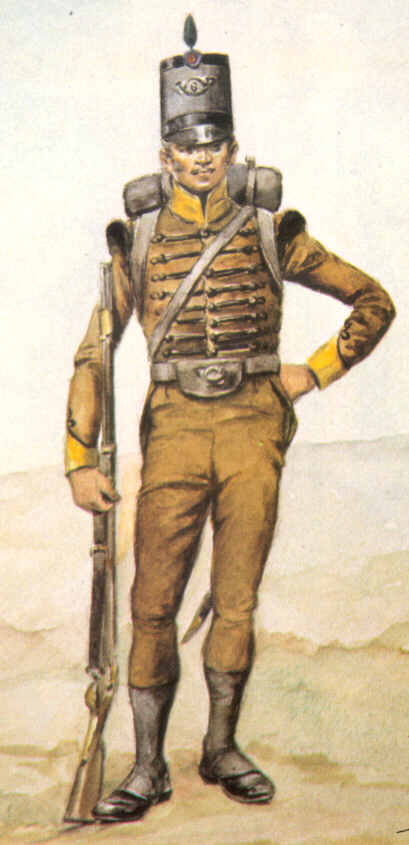
Soldat portugais des chasseurs à pied, 1811.

Napoléon donne des instructions à Junot pour se saisir des forteresses et de la flotte portugaise, s'emparer du Prince Régent, de la famille royale et des personnalités marquantes pour les envoyer en France, éviter toute vexation contre les habitants ; l'armée portugaise doit être désarmée sauf un corps de 6 000 hommes qui sera envoyé en France. L'empereur ne se fait pas d'illusions sur l'état d'esprit des Portugais : « Tout le peuple qui est devant vous est votre ennemi […] tous les moyens que vous aurez laissés aux Portugais tourneront contre vous ; car enfin la nation portugaise est brave ». Il ne fait pas davantage confiance aux Espagnols et recommande de ne leur confier aucune forteresse.

### Portugais
L'armée portugaise (en) est fondée, depuis le Moyen Âge, sur le principe de la levée en masse par province ; chaque canton fournit une compagnie d'ordonnance (ordenanças (pt)) commandée par un capitão-mor (pt). L'armée compte 24 régiments d'infanterie, 14 de cavalerie, 4 d'artillerie et 48 de milice, en tout 20 000 hommes de troupes régulières  et 60 000 de milice qui, en cas d'invasion, peuvent se grossir d'un nombre double de paysans armés. Le corps des officiers est pléthorique mais mal payé, souvent âgé et de formation insuffisante ; les officiers du génie, au nombre de 140, s'emploient surtout à des ouvrages civils car il n'y a pas d'argent pour entretenir les forteresses. L'armement d'infanterie, acheté aux Britanniques, est hétérogène ; les pièces d'artillerie sont aussi de modèles et calibres variés ; la cavalerie, faute d'entraînement, combat à pied. Les officiers, très irrégulièrement payés, déclarent souvent au rôle des hommes absents ou inexistants afin d'empocher leur solde et leurs rations.

## Marche vers Lisbonne

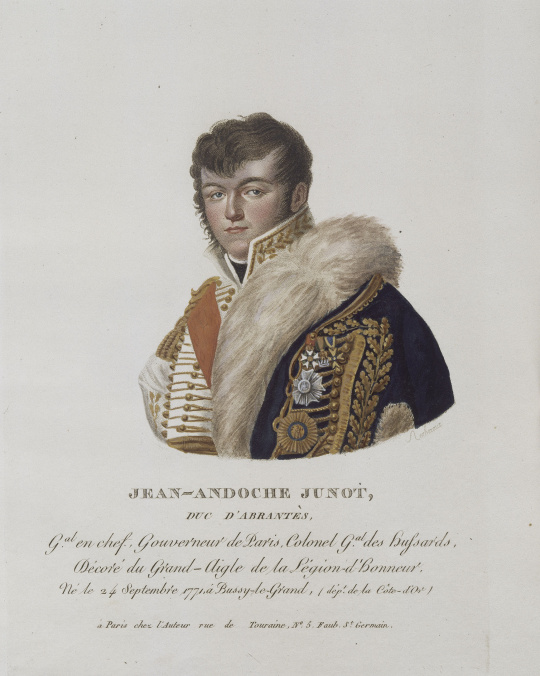
Jean-Andoche Junot, duc d'Abrantès.

Le 18 octobre 1807, le général Junot à la tête de 25 000 hommes entre en Espagne. Près de 500 km sont parcourus en 25 jours. Le 12 novembre, arrivé à Salamanca, il reçoit l'ordre de presser le pas ; chaque jour qui passe semble, en effet, augmenter l'influence britannique et le risque de voir arriver leur armée au Portugal et la résistance s'y organiser. Les ordres de Napoléon sont clairs : Junot doit entrer au Portugal en suivant la vallée du Tage, cet axe de progression étant le plus court. Il a également l'avantage de traverser les régions les moins susceptibles de résister, c'est-à-dire celles dépourvues de forteresse. Junot doit parvenir rapidement à Lisbonne et emprisonner la famille royale portugaise.
Junot se dirige vers Alcántara à la frontière portugaise. Il y reçoit des renforts sous la forme de 9 500 hommes espagnols commandés par le général Caraffa. Deux autres troupes espagnoles participent à l'invasion : la première de 6 500 hommes commandés par le général Taranco (en) se dirigera vers Porto et la région du Bas-Douro ; la seconde de 9 500 hommes commandés par le général Solano (en) se dirigera vers Elvas avant de poursuivre vers Lisbonne par la rive sud du Tage. Le 17 novembre, Junot entre au Portugal par Segura près de Castelo Branco : il proclame au peuple son intention de délivrer le royaume de l'occupation anglaise, compromettant ainsi le prince régent. Il menace dès lors tous ceux qui chercheraient à résister. Le prince régent demandera lui-même au peuple d'abandonner toute idée de résistance afin de ne pas aggraver la situation du pays. Il s'agit néanmoins de préserver la couronne et l'indépendance portugaise. C'est pourquoi la décision est prise de mettre le roi à l'abri. Après de longues délibérations, il est décidé que le régent, sa famille et ses ministres s'embarqueraient pour le Brésil. Un accord secret passé avec l'Angleterre, dès le 22 octobre 1801, prévoit même d'escorter la famille royale et le gouvernement.
L'armée avance à marche rapide, multipliant les exactions et les pillages. Tout a été prévu, si ce n'est le fait que les routes qui doivent permettre ce mouvement rapide n'existent que sur le papier. Le terrain, les mauvaises voies de communications, les mauvaises conditions atmosphériques et la quasi impossibilité de se ravitailler parmi la population, qui préfère incendier les champs, viennent presque à bout de l'armée d'invasion et rendent sa marche très pénible.

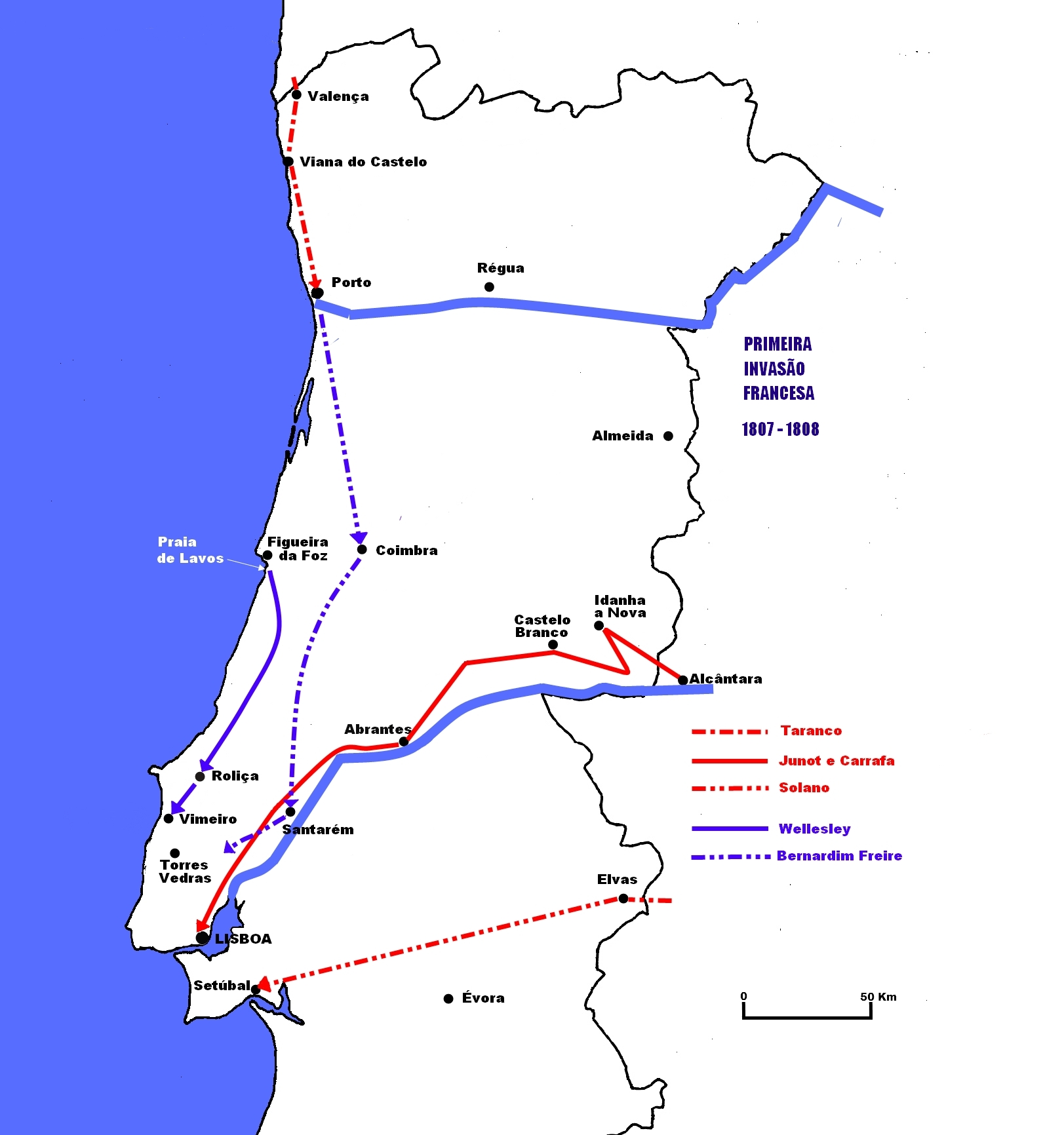
Plan de la première invasion.

D'Alcántara, Junot parvient à Castelo Branco puis à Abrantes entre le 23 et le 26 novembre. La traversée des régions montagneuses de Beira, les pluies torrentielles, la rareté des vivres, l'état des routes laissent de nombreux militaires sur le chemin. On doit abandonner des pièces d'artillerie et des chevaux sur la route. La moitié de l'infanterie se trouve hors des routes, se reposant ou pillant les quelques villages traversés. Le 28, Junot est à Santarém. Les forces portugaises ne s'interposent pas. La décision de transférer la couronne au Brésil est prise le 24 novembre, malgré des avis divergents : une représentation diplomatique tentera même de retarder l'avancée vers la capitale en négociant les exigences françaises. Cela n'arrête pas les Français qui poursuivent leur route, à marche forcée cette fois, avec une troupe réduite à 1 500 hommes.
La cour embarque le 27, mais doit se résoudre à attendre le 29 pour prendre la mer. Les troupes françaises entrent dans la capitale le lendemain au petit matin. Junot aurait eu le temps d'apercevoir au loin les navires emportant la famille royale. Le reste de la troupe arrive, en piteux état, durant les jours suivants. Trois semaines plus tard, Junot compte à peine 10 000 hommes sur les 25 000 du début. Lisbonne, qui vient de subir un nouveau tremblement de terre (juin 1807), est traumatisée par ce nouveau coup du sort.
L'invasion française et le départ de la famille royale ouvrent la voie à une longue période de crise pour le Portugal. La monarchie y perd une partie de sa légitimité, ce qui conduira à sa chute en 1910. La crise économique qui s'ensuit, les divisions entre libéraux et conservateurs et l'agitation politique vont se poursuivre le siècle durant. Le sébastianisme (croyance dans le retour du roi Sébastien Ier de Portugal disparu en 1580 afin de restaurer la grandeur passée du pays) reprend de la vigueur parmi le peuple : nombreux sont ceux qui prétendront être cet homme providentiel jusqu'à la fin du XXe siècle.

## Occupation

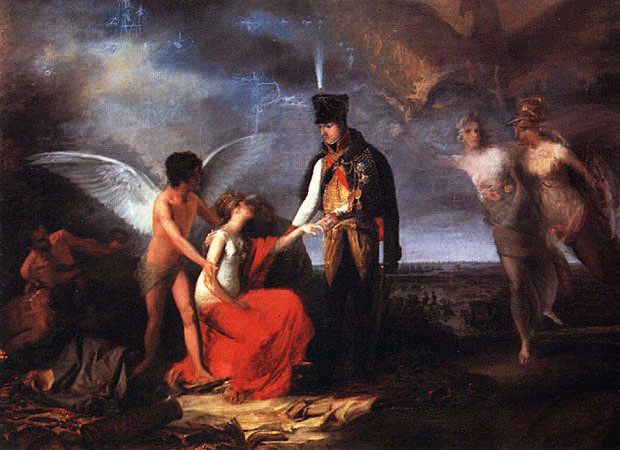
Junot protégeant Lisbonne, 1808, Huile sur toile de Domingos Sequeira,, Musée National Soares dos Reis, Porto.

L'armée française s'est emparée du Portugal presque sans combat mais a perdu 1 700 hommes morts ou disparus pendant sa marche par épuisement et maladies. Delaborde, qui arrive à Lisbonne le 2 décembre, est nommé gouverneur militaire de la ville. Les deux corps espagnols ont pu marcher jusqu'à Porto et Setúbal sans davantage de résistance.
Junot s'installe à Lisbonne avec le titre de gouverneur général. Il se déclare protecteur du royaume contre les Anglais. Il fait emprisonner les sujets britanniques résidant encore au Portugal et confisque leurs biens. Il en est de même pour ceux qui ont accompagné le roi dans son exil. Les officiers français s'installent dans les plus riches appartements particuliers. Junot est logé dans le palais Quintela (pt) ; Delaborde, dans la maison d'António de Araújo. Les soldats sont installés au château Saint-Georges et dans les couvents de S. Francisco, de Jesus, etc. Junot installe des troupes autour de Lisbonne, tandis qu'une des divisions espagnoles s'empare de Campo Maior et Elvas avant de s'installer à Setúbal, occupant Alcácer do Sal, Tavira et Lagos. L'autre s'empare de Porto. Le pays tombe sous domination française.
Jean-Victor de Novion, émigré français au service du Portugal, devenu chef de la police de Lisbonne, est à la tête de la délégation envoyée pour recevoir Junot ; celui-ci le nomme général de brigade et commandant de la place de Lisbonne,. L'ex-consul François-Antoine Herman est nommé commissaire général à la régence et assume le contrôle des finances portugaises. Des réquisitions de vivres, de linge ainsi que d'autres biens nécessaires à entretenir l'armée occupante sont rapidement organisées. Très vite, elles tournent au pillage. Lorsque Napoléon exigera un tribut de 100 millions de francs, il sera impossible de réunir la somme du fait de la paralysie de l'économie. Tout cela ne fait qu'augmenter les prix et la misère du pays. Junot ordonne alors de confisquer tout l'or et l'argent des églises et des confréries de Lisbonne et de ses alentours. Ces mesures ne font qu'accroître le ressentiment national contre les Français. Le 13 décembre 1807, Junot, accompagné de son état-major, passe en revue les troupes sur la place du Rossio. À cette occasion, le drapeau portugais est remplacé par le drapeau français. La population finit par réagir aux provocations françaises. L'armée doit en venir aux armes pour ramener le calme. Les incidents de ce type se multiplient provoquant la révolte des consciences. Le 1er février 1808, Junot dissout le Conseil de la Régence et le remplace par un conseil militaire qu'il préside lui-même. Il fait proclamer la destitution de la maison royale de Bragance. Dans les actes publics, le nom du Prince Régent est remplacé par le nom de l'Empereur, les armes portugaises remplacées par les armes françaises.
L'armée portugaise est dissoute. Seule reste en activité une force de 9 000 hommes, connue sous le nom de Légion portugaise. Elle est envoyée hors du pays afin d'intégrer l'armée napoléonienne. Elle est commandée par le comte d'Alorna, Pedro José de Almeida Portugal. On trouve Gomes Freire de Andrade et Cândido José Xavier parmi ses membres. Par décret du 11 janvier 1808, les milices sont dissoutes. Les armes sont confisquées et la plupart détruites. Les seules forces militaires présentes au Portugal sont maintenant françaises et espagnoles.
Junot encourage les initiatives visant à rédiger une Constitution sur le modèle français.

## Retournement de l'Espagne
Si la population portugaise avait accueilli sans réagir l'armée de Junot, la passivité laisse vite place à la haine envers les Français. Les premières manifestations contre les Français, bien que peu significatives et facilement contrôlées, révèlent un mécontentement général. Déjà, lors de l'entrée en fonction du gouvernement présidé par Junot, le 1er février 1808, la population de Lisbonne ne s'associe pas aux célébrations, comme il était de coutume de le faire lors d'événements solennels. Le calme inquiétant qui se fait sentir dans les rues révèle un changement d'état d'esprit. C'est d'Espagne que vient le signal de la révolte. Alors que les troupes françaises de Junot occupent Lisbonne, le peuple espagnol manifeste son mécontentement contre la présence de plus en plus menaçante de troupes françaises supposément alliées. En effet, faisant jouer les clauses du Traité de Fontainebleau et prétextant vouloir renforcer les forces de Junot au Portugal, Napoléon a fait entrer en Espagne de nouvelles troupes militaires : sous le commandant du général Pierre Dupont de l'Étang : 25 000 hommes occupent bientôt Burgos et Valladolid ; les forces du maréchal Moncey occupent la Navarre et la Biscaye ; le général Duhesme occupe la Catalogne et Valence ; les 30 000 hommes du maréchal Bessières occupent Pampelune, San Sebastián et Figueras. Toutes ces forces se trouvent sous le commandement du maréchal Murat.
En mars 1808, l'Infant d'Espagne, futur Ferdinand VII parvient à détrôner son père Charles IV et à chasser Manuel Godoy du pouvoir lors du soulèvement d'Aranjuez. Le nouveau roi se fait acclamer par la population de Madrid qui considère que l'Espagne s'est vendue aux Français. Mais déjà les troupes françaises de Joachim Murat occupent la ville. Il semble que Napoléon ait voulu profiter de la confusion et du prestige qu'il pense détenir auprès de la population pour s'emparer de l'Espagne. C'est ainsi qu'il fait venir à Bayonne la famille royale, prétextant vouloir servir de médiateur entre les deux partis. Bientôt la rumeur selon laquelle la famille royale serait prisonnière de Napoléon enfle. Le matin du 2 mai 1808, la population, craignant le départ des derniers membres de la famille royale, se soulève contre l'occupation française : le soulèvement du Dos de Mayo à Madrid est violemment réprimé par Murat. Le massacre marque fortement les esprits et provoque des insurrections populaires dans tout le pays. C'est le début de ce que l'on appellera la guerre d'indépendance espagnole, guerre qui change complètement la donne pour Napoléon.
La situation en Espagne se dégrade encore quand Napoléon fait abdiquer le souverain espagnol pour installer son frère, Joseph Bonaparte sur le trône. Le 30 mai, l'insurrection espagnole atteint la Galice. Murat demande à Junot d'envoyer 6 000 hommes en renfort du général Dupont en Andalousie ; il n'en envoie que 2 500 mais commence à placer ses troupes avec des objectifs précis :
- isoler le mouvement insurrectionnel au Portugal en recourant au sentiment anti-espagnol ; il s'agit de faire croire aux Portugais que l'objectif de l'Espagne est de les priver de leur indépendance.
- assurer la communication à travers la frontière espagnole.
- prévenir toute possibilité de débarquement des forces britanniques.

Pour garantir ces objectifs, il envoie Kellermann avec 2 000 hommes vers Elvas, renforce les villes d'Almeida, Tomar et Abrantes et place des troupes le long de la côte sur les points d'un possible débarquement anglais. Junot commence ainsi à disperser ses forces dans le pays. Ayant adhéré à l'insurrection, les généraux espagnols s'apprêtent à quitter le Portugal. Les premières troupes à se retirer sont celles situées en Alentejo (ce qui explique l'arrivée de Kellermann à Elvas ; il ne parviendra pas à les empêcher de rentrer en Espagne). Le général espagnol Domingo Belestá (en), successeur de feu le général Taranco à la tête des forces d'occupation de Porto, prend la direction du nord pour rejoindre d'autres forces espagnoles par ordre de la Junte de Galice. Junot parvient à désarmer et à s'emparer des forces du général Caraffa, stationnant dans la garnison de Lisbonne, en leur tendant un piège. Mais, outre la dispersion de ses troupes, Junot voit ses effectifs diminuer de manière significative. L'insurrection espagnole se propage vite au Portugal. Napoléon doit maintenant combattre sur deux fronts.

## Insurrection du Portugal

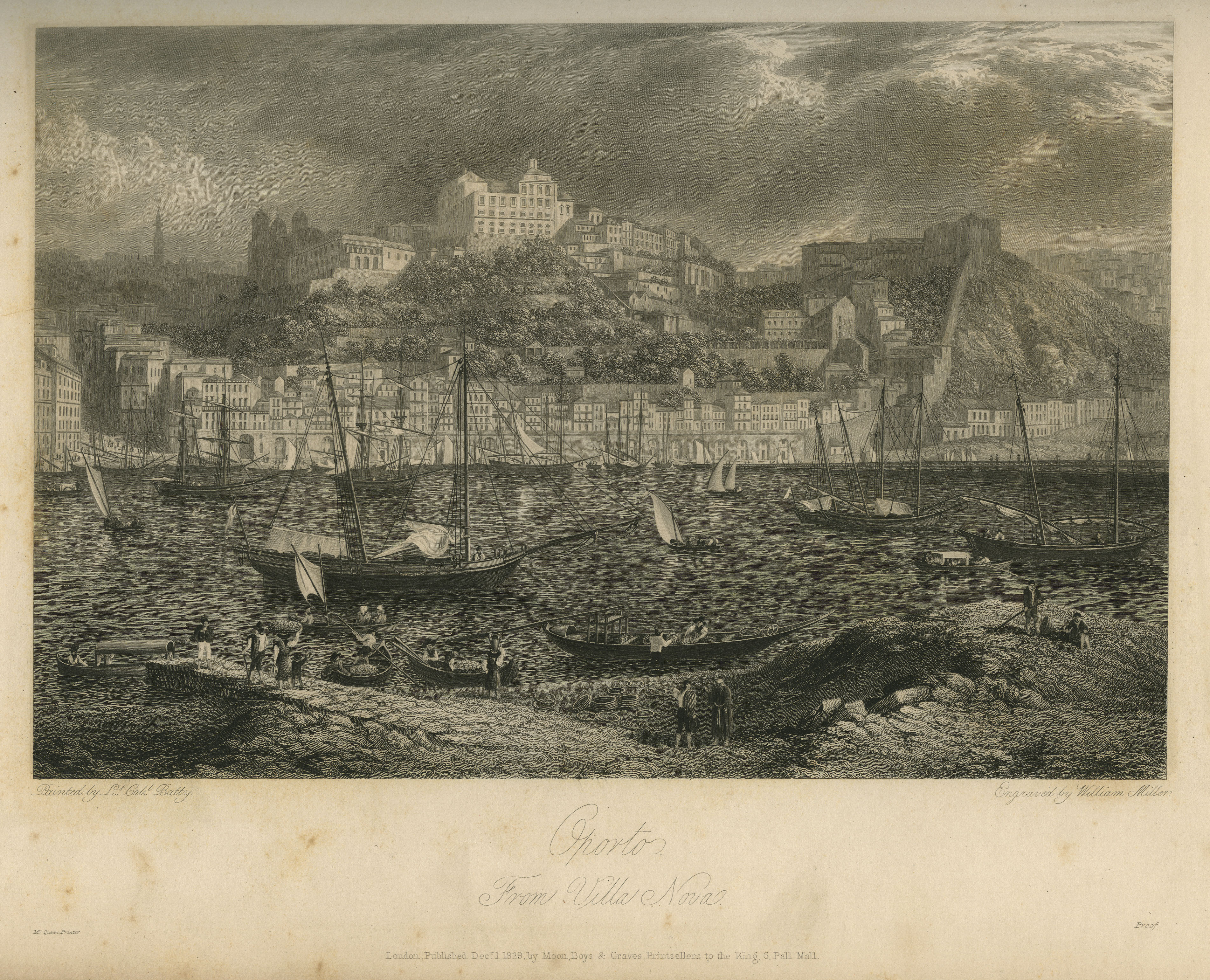
Porto, gravure de William Miller d'après un croquis du lt-colonel Batty, 1832.

À Porto, avant de partir pour la Galice, le 6 juin, les forces du général espagnol Ballesta emprisonnent le général français François-Jean-Baptiste de Quesnel, qui gouvernait la région au nom de Junot, ainsi que tous les Français qui s'y trouvent. Il incite les autorités civiles et militaires, ainsi que les notables de la ville à proclamer leur indépendance. Le Prince Régent est acclamé et le drapeau national hissé mais, dès le départ des forces espagnoles, par crainte des représailles, la ville fait marche arrière. Braga, où avait éclaté un même mouvement insurrectionnel, adopte la même attitude. Pendant ce temps, les nouvelles du soulèvement de Porto parviennent à Trás-os-Montes. À Bragance, le 11 juin, l'ancien gouverneur de la province, le général Manuel Jorge Gomes de Sepúlveda, fait acclamer le Prince Régent, appelle les habitants de la région à s'engager sous le drapeau, parvenant ainsi à former quelques régiments de miliciens. Il établit une junte gouvernementale. Rapidement, toute la région adhère à ce mouvement qui touche bientôt Viana do Castelo, Guimarães, Caminha et Porto où, le 18 juin, la population se soulève de nouveau et met en place une Junte provisoire du gouvernement suprême du royaume (pt) présidée par l'évêque de Porto, António José de Castro, mais regroupant des représentants de l’Église, du peuple, de la magistrature et de l'armée.

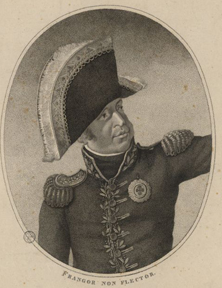
Bernardim Freire de Andrade, général de l'insurrection portugaise, gravure de 1806.

Des insurrections populaires éclatent contre les troupes françaises à Chaves, Miranda, Vila Real entre autres. L'insurrection se propage vers le sud du Douro : Viseu, Lamego, Guarda, Castelo Branco, Aveiro et Coimbra adhèrent au mouvement. Coimbra acclame le Prince Régent le 23 juin et met en place un gouvernement civil présidé par le vice-recteur de l'université, Manuel Pais de Aragão Trigoso, tandis que le général Bernardim Freire de Andrade est nommé à la tête d'une petite armée. On procède à son organisation en récupérant ce qu'il était possible de récupérer du matériel des régiments dissous. L'université contribua à résoudre le manque de poudre et de munitions grâce à son laboratoire. Des étudiants et des professeurs forment une armée. Les insurgés de Coimbra organisent deux colonnes qui se dirigent, l'une vers Figueira da Foz, l'autre vers Leiria. La première commandée par Bernardo António Zagalo, quitte Coimbra le 25 juin direction Tentúgal et Montemor-o-Velho. Elle arrive à Figueira da Foz avec plus de 3 000 hommes incorporé le long de la route. Ils font le siège du fort Santa Catarina (au nord de l'estuaire du Mondego) alors occupé par une garnison française qui finit par se rendre. Le fort est confié à une garnison britannique tout juste débarquée. L'enthousiasme des premiers succès de cette armée les amène à former le Bataillon Académique.
L'insurrection continue à progresser devant des garnisons françaises qui, lorsqu'elles existent, se retirent rapidement afin de ne pas tomber aux mains de la population. C'est ainsi que les villes d'Ega, Soure, Condeixa, Pombal et Leiria se soulèvent au passage des troupes de Coimbra. Celles-ci portent secours à Nazaré, expulsant les Français des forts de la zone. À Tomar, le Prince Régent est acclamé le 2 juillet. Les difficultés augmentent à mesure que l'on se rapproche de Lisbonne, la capacité d'intervention française se faisant de plus en plus forte. Au sud du Tage, le 16 juin débute la révolte d'Olhão. Les révoltés prennent aussitôt Faro, le 19 juin, faisant prisonnier les Français présents. Une junte gouvernementale est nommée, s'occupant rapidement d'organiser les troupes et d'améliorer certaines des fortifications de la région. Elle entre en contact avec les populations espagnoles voisines en révolte. Ayamonte leur fournira des armes.
En Alentejo, les nombreuses forces françaises présentes intimident les populations. Kellermann est à présent à la tête de 6 000 hommes, sans compter les contingents dispersés dans les villages alentour. Malgré cela, le 19 juin, l'insurrection éclate à Vila Viçosa, suivie de Beja le 24. Les violences commises contre les afrancesados (partisans des Français) provoquent de violentes répressions françaises. La rébellion s'étend à Marvão. À Campo Maior est créée une junte particulièrement active qui entre au contact avec l'Espagne d'où elle reçoit des armes et des renforts sous le commandement de Nicolau Moreno de Monroy. Ses membres se consacrent immédiatement à la réparation des murailles et de la réorganisation des régiments d'infanterie de Campo Maior. Ils créent un Corps de cavalerie dénommé les Hussards de Campo Maior qui ira jusqu'à disposer de 260 chevaux. Avec l'aide espagnole, Campo Maior parvient à s'allier Castelo de Vide, Portalegre, Crato, Arraiolos, Borba, Estremoz et de nombreuses autres cités. La junte d'Estremoz réorganise les anciens régiments d'infanterie ainsi que d'autres unités. Beja se révolte à nouveau malgré les massacres perpétrés par les Français. À la fin, avec le soutien des juntes de Séville et de Badajoz appuyés par le général Francisco de Paula Leite de Sousa, Evora se soulève.
Différentes unités dissoutes par Junot sont reformées avec l'aide de la population locale et de l'armement récupéré ou reçu d'Espagne. Pourtant, ces troupes improvisées restent des groupes de civils armés qui, malgré leur détermination, manquent de discipline et d'expérience du combat. Les officiers expérimentés capables d'améliorer la situation manquent. Il y a par ailleurs un manque de coordination des différentes juntes qui rend parfois les actions inefficaces. La Junte du suprême gouvernement du royaume, à Porto, finit par être acceptée par les autres comme représentant le pouvoir politique au Portugal. C'est d'ailleurs la junte de Porto qui prend les principales mesures pour obtenir les moyens et les soutiens extérieurs afin d'expulser les Français. Le gouverneur des Armes de Porto Bernardim Freire de Andrade est chargé de réunir et d'organiser les troupes. Les milices sont convoquées. On forme de nouveaux régiments. Même les ecclésiastiques forment un corps de volontaires. L'armée portugaise prend le nom d'armée d'Opérations de l'Estrémadure. Mais les effectifs ne sont pas le seul problème. Le matériel et les recours financiers manquent pour tenir. Outre l'aide venue d'Espagne, les Portugais envoient une délégation au Royaume-Uni grâce à laquelle ils obtiendront des vivres, des armes, des munitions ainsi qu'un prêt de trois millions de cruzados et la garantie d'une collaboration des troupes britanniques.
Les nouvelles de l'insurrection au Portugal parviennent à Rio de Janeiro le 22 septembre, par la bouche de pêcheurs ayant quitté Olhão (Portugal) le 7 juillet, sur le caïque « Bom Sucesso ». En récompense, le village d'Olhão recevra le titre, par décret royal du 15 novembre 1808, de Vila de Olhão da Restauração. Le régent portugais déclare la guerre à la France.

## Répression

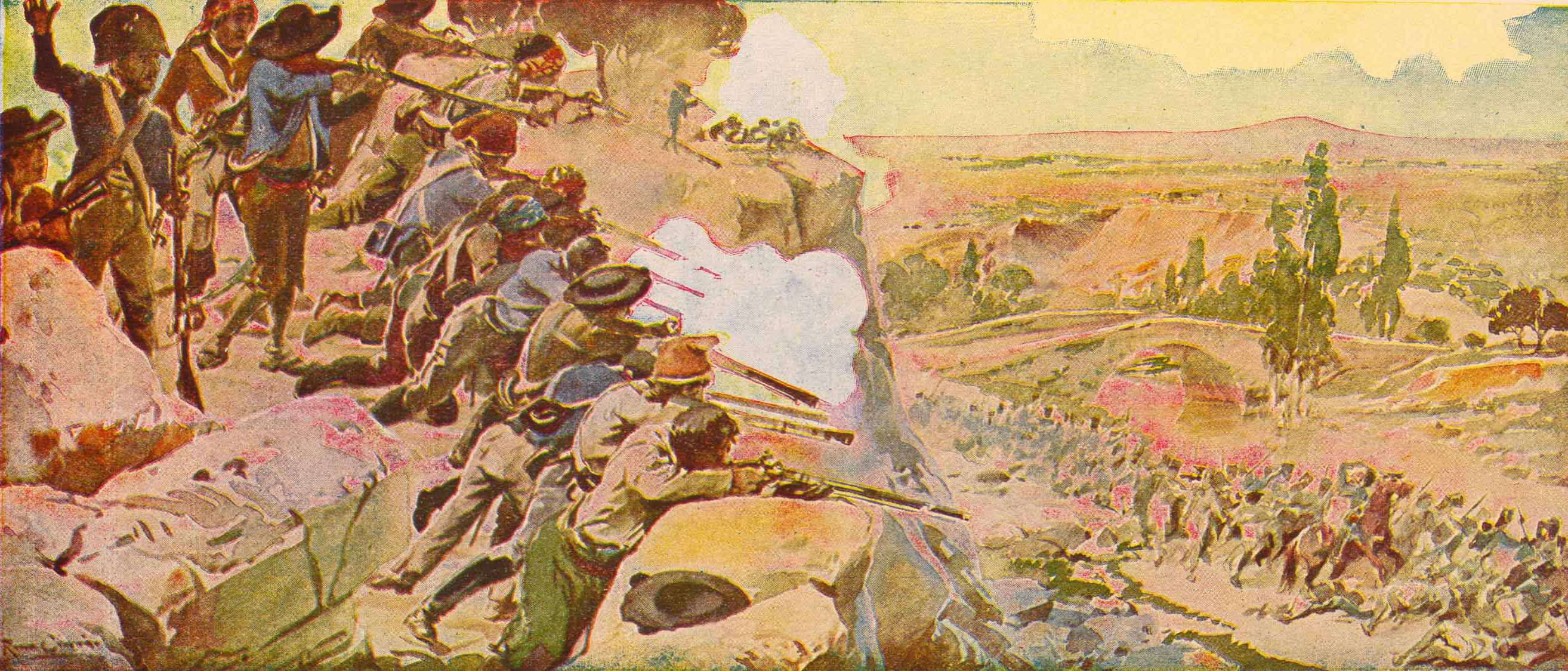
La guérilla dans la guerre de la Péninsule (illustration de Roque Gameiro, Quadros da História de Portugal, 1917)

En découvrant la rébellion au nord du pays, Junot donne l'ordre à Loison, qui se trouve alors à Almeida, de marcher sur Porto pour y mettre un terme. Le 17 juin, Loison quitte Almeida à la tête d'une armée de 1 800 hommes. Il parvient à Lamego le 19; le 21, il traverse le Douro et prend la direction de Mesão Frio. Dans les régions montagneuses, les forces organisées par le général Silveira appuyées par de nombreux civils prêts à en découdre avec l'envahisseur, vont lui infliger de grosses pertes. Après les combats de Padrões de Teixeira (en), les Français battent en retraite. De retour à Almeida, ils commencent par piller Régua avant de se diriger vers Lamego, Viseu puis Celorico da Beira. À Castro Daire, entre Lamego et Viseu, une tentative de résistance de la population portugaise est durement réprimée causant près de 400 morts et blessés.
La révolte atteint l'Alentejo suivie d'une répression très violente. Une colonne française commandée par le général Jean-Jacques Avril disperse les révoltés de Vila Viçosa avec une charge de baïonnettes. À Beja, le colonel Jean-Pierre Maransin avec 950 hommes écrase la révolte, faisant tirer sur la population et provoquant plus de 1 000 morts, incendiant une partie de la ville. La répression se fait de plus en plus dure mais l'insurrection ne faiblit pas. Seules Lisbonne et sa région semblent hésiter à suivre le mouvement.

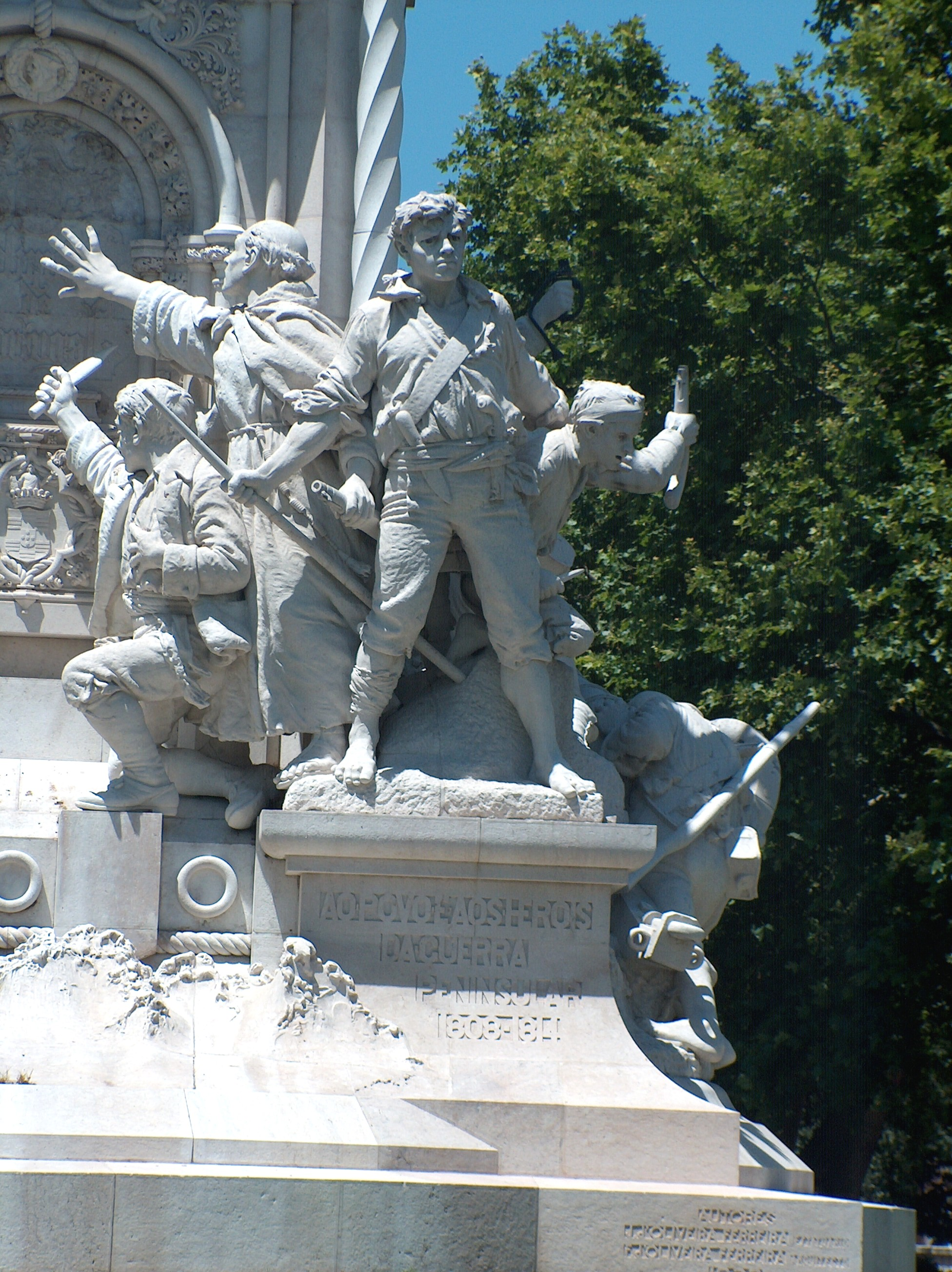
Détail du monument dédié aux héros de la Guerre péninsulaire, Lisbonne.

Junot, dont les forces sont diminuées depuis le départ des espagnols et l'aide envoyée en Espagne, décide de concentrer ses unités dans la région de Lisbonne, laissant à peine quelques garnisons aux points considérés comme essentiels dans le contrôle des lignes de communications et des lieux de débarquements possibles.
Almeida ne garde que 1 200 hommes après le départ de Loison pour Lisbonne. En arrivant à Santarém, les armées de Kellermann, Thomières et Brenier qui s'y dirigent également, passent sous son commandement. Des troupes sont envoyées à Óbidos et Abrantes. Ce mouvement en direction de Lisbonne restera marqué par les coups portés par la population insurgées aux troupes françaises et par la répression sauvage qui s'ensuivait touchant principalement les plus faibles.
La division du général Margaron, avec près de 4 000 hommes, est envoyée à Leiria, qu'elle occupe le 5 juillet après être venue à bout de la résistance de ses habitants, peu armés. Nombre d'entre eux meurent lors du massacre et du pillage qui suit. On compte au minimum 900 victimes. Tomar sera épargné par le pillage grâce au paiement d'une contribution. Malgré cette répression, l'insurrection éclate à Alcobaça où Junot a envoyé Loison et Kellermann. Margaron se joint à eux et, selon les rapports français, le 10 juillet, ils viennent à bout et font fuir une force de 15 000 Portugais. Coimbra aurait suivi si une grosses escadre britannique n'avait pas été aperçue au large faisant route vers Lisbonne. Par ailleurs, une rumeur sans fondements, selon laquelle une armée portugaise et espagnole se dirigerait vers le sud, provoque un changement de tactique. Les forces françaises retournent à Lisbonne en laissant une brigade autour de Peniche, Óbidos et Caldas da Rainha. Le débarquement britannique n'aura pas lieu.
Une des préoccupations de Junot était de ne pas couper les lignes de communication avec l'Espagne au risque d'être isolé, sans possibilité de soutien ou de retraite. La révolte d'Evora rend cette menace plus concrète; la ville avait la possibilité de le faire vu sa position géographique. Elle devient un pôle d'attraction pour tous les insurgés de la région. Junot envoie Loison reprendre le contrôle d'Evora. Il y arrive le 29 juillet. Près de 3 000 hommes des troupes régulières les attendent (dont la moitié sont des espagnols sous le commandement du général Paula Leite) prêts à défendre la ville. Ces forces, mal équipées et mal préparées, commandées par un officier ayant surtout servi dans la Marine et n'ayant donc que peu d'expérience du combat terrestre, sont soutenues par des milliers de civils disposés à se battre sans plus de moyens. Les défenseurs sortent vaincus: la ville est pillée et la population martyrisée. La bataille d'Evora sera l'une des plus violentes de l'histoire des invasions françaises. Le nombre de morts dépasserait les 2 000.
Le 1er août, Loison marche sur Elvas qui avait été assiégée par des forces portugaises et espagnoles. Il disperse ces forces et, le 3 août, c'est Estremoz qui doit affronter les forces françaises. Pendant ce temps, Almeida est encerclée par les troupes portugaises. Cette forteresse est de la plus haute importance pour le maintien des lignes de communications françaises mais, devant l'imminence d'un débarquement britannique, les Français doivent concentrer leur force pour les affronter. Loison prend la route de Lisbonne, en passant pas Abrantes et Tomar.

## Intervention britannique

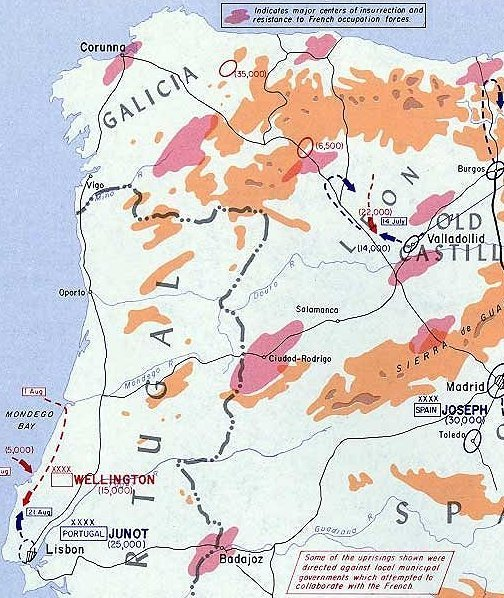
Insurrections et débarquement britannique, 1808-1809.

L'insurrection espagnole a agi comme un catalyseur pour l'insurrection portugaise. Cette insurrection participe grandement au succès du débarquement britannique ; sans les événements survenus en Espagne, les forces françaises stationnées dans le pays seraient venues aider Junot. Non seulement il ne recevra aucune aide d'Espagne, mais il devra lui-même envoyer 2 500 hommes en plus des effectifs espagnols qui finiront par l'abandonner et par se joindre aux luttes qui permettront le débarquement britannique au Portugal.
Ce débarquement n'est pas une surprise pour les Français : ils savent que les Anglais cherchent une occasion pour intervenir au Portugal et en Espagne. L'insurrection espagnole leur fournit cette occasion. De plus, il n'est plus besoin de maintenir dans les îles britanniques, des unités pour se défendre d'une invasion française. Depuis la bataille de Trafalgar en 1805, la flotte française ne peut plus se targuer d'une domination maritime. Par ailleurs, les réformes de l'armée britannique lui ont donné une plus grande capacité d'intervention.
En juin 1806, plusieurs corps de troupes britanniques sont susceptibles d'intervenir dans une expédition en péninsule ibérique. Le plus important de ces corps se rassemble dans le sud de l'Irlande - une force de près de 9 000 hommes - avec au départ l'Amérique du Sud pour destination.
L'insurrection espagnole change la donne et entraîne l'envoi de ces troupes dans la péninsule. Deux brigades supplémentaires étaient disponibles au sud-est de l'Angleterre, ainsi que divers régiments basés dans les îles britanniques, près de 10 000 hommes en tout commandés par John Moore dans la région de la Baltique et les troupes du général Spencer qui se trouvent au large de Gibraltar et Cadix. Au total, il était possible de réunir près de 40 000 hommes. Les forces présentes à Cork, en Irlande, se trouvent sous le commandement du lieutenant-général Arthur Wellesley.

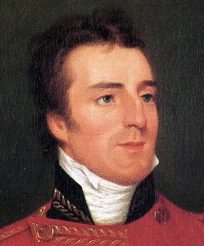
Arthur Wellesley, futur duc de Wellington, peinture anonyme, v. 1806-1812.

Wellesley était le plus moderne des lieutenant-généraux britanniques mais le commandement des forces au Portugal allait être confié au lieutenant-général Hew Dalrymple, le plus âgé des officiers. Le second commandant de la force serait le lieutenant-général Harry Burrard. Le troisième élément était le lieutenant-général John Moore qui était alors l'un des officiers les plus estimés de l'armée britannique. Wellesley prend le commandement de l'expédition et quitte Cork le 12 juillet, convaincu de maintenir ce commandement jusqu'à la fin de cette mission. Ce n'est que le 15 juillet que lui est envoyé le message par lequel il apprendra que le commandement est confié à Hew Dalrymple. En fait, ce n'est qu'après la bataille de Vimeiro que Wellesley abandonnera le commandement de la force expéditionnaire.
Wellesley débarque à la Corogne le 20 juillet. Il apporte les armes et l'argent qui avaient été sollicités par les juntes de Galice et des Asturies mais celles-ci refusent toute assistance. C'est à ce moment que Wellesley reçoit la nouvelle de la révolte de Porto et des autres régions du nord du Portugal. Après le refus espagnol du soutien britannique, la révolte portugaise semblait les appeler. Wellesley prend la route de l'estuaire du Douro. Il débarque et se réunit avec la Junte de Porto qui a un besoin urgent d'armes et d'uniformes. Il satisfait en partie leur demande avec l'armement destiné à l'insurrection. Il est conseillé de débarquer dans l'estuaire du Mondego, le port étant abrité et le fort de Santa Catarina étant déjà aux mains d'une force britannique de 300 hommes.
Il est également établi que Bernardim Freire avec ses 5 000 hommes se joindrait aux forces britanniques tandis que les autres forces disponibles feraient le siège d'Almeida et surveilleraient la frontière le long du Douro contre une possible intrusion du général Bessières qui se trouvait en Castille. Antonio de Castro (en), évêque de Porto, accepte également d'envoyer toutes les montures et les mules qu'il serait possible de trouver pour la cavalerie et les commissaires.
Le débarquement a lieu le 1er août sur la plage de Lavos, au sud de l'estuaire du Mondego, dans des conditions difficiles. Malgré le choix stratégique du lieu, de fortes vagues provoquent des pertes en armes, en équipements mais aussi en vies. Le 5 août, les forces du général Brent Spencer (en) atteignent l'estuaire du Mondego. Au total, Wellesley dispose de 12 626 hommes d'infanterie, 394 hommes de cavalerie, 471 hommes d'artillerie et 45 hommes d'état-major. Son corps de cavalerie dispose à peine de 180 chevaux mais il sera possible de maintenir une force montée de 240 hommes après l'arrivée des montures envoyées sous ordre de l'évêque de Porto.
Wellesley passe les premiers jours de ce débarquement à Lavos, organisant le commissariat de son armée. Il décide alors d'avancer en direction de Lisbonne par une route longeant la côte et traversant Alcobaça, Óbidos et Torres Vedras. Il y a deux raisons au choix de cet itinéraire : la nécessité de se maintenir en contact avec la flotte afin d'obtenir des biens alimentaires difficiles à acquérir au Portugal ; l'espoir de recevoir des renforts du Royaume-Uni dans les prochains jours. Les brigades des généraux Acland et Anstruther devraient arriver rapidement et, étant donné les effectifs français supérieurs en nombre, il faudrait attendre ces renforts avant d'engager le combat.
Le 7 août, Wellesley se rend à Montemor-o-Velho avec pour objectif la rencontre avec Bernardim Freire à qui il confie 5 000 mousquets. Il tente de rallier à son corps expéditionnaire ces forces portugaises mais Bernardim Freire veut marcher sur Lisbonne, par Leiria et Santarém. À Leiria, le 10 août, les troupes britanniques et portugaises se rencontrent mais Wellesley et Bernardim Freire ne parviennent pas à un accord et suivent des itinéraires différents. Avant le départ, quelques-unes des forces portugaises se joignent au corps expéditionnaire britannique: 260 cavaliers, un bataillon de chasseurs et 1 514 hommes des trois régiments d'infanterie de ligne; au total près de 2 300 hommes.
Wellesley initie un mouvement vers Lisbonne et entre à Alcobaça le 14 août. Il y apprend qu'une force sous le commandement de Delaborde se trouve sur son chemin près d'Óbidos. Il s'agit d'une petite division (près de 5 000 hommes) envoyées par Junot le 6 août pour surveiller et, si possible, stopper l'avancée de Wellesley, gagner ainsi du temps pour permettre à Junot de concentrer son armée avant d'affronter les Britanniques. La nouvelle selon laquelle Loison, venant de Tomar et de Santarém, se joindrait à lui aussi vite que possible, est confiée à Delaborde. Wellesley tombe sur la division Delaborde au sud d'Óbidos donnant lieu à la Bataille de Roliça le 17 août. Sans aucune nouvelle de Loison, Delaborde est contraint de se retirer en direction de Torres Vedras.

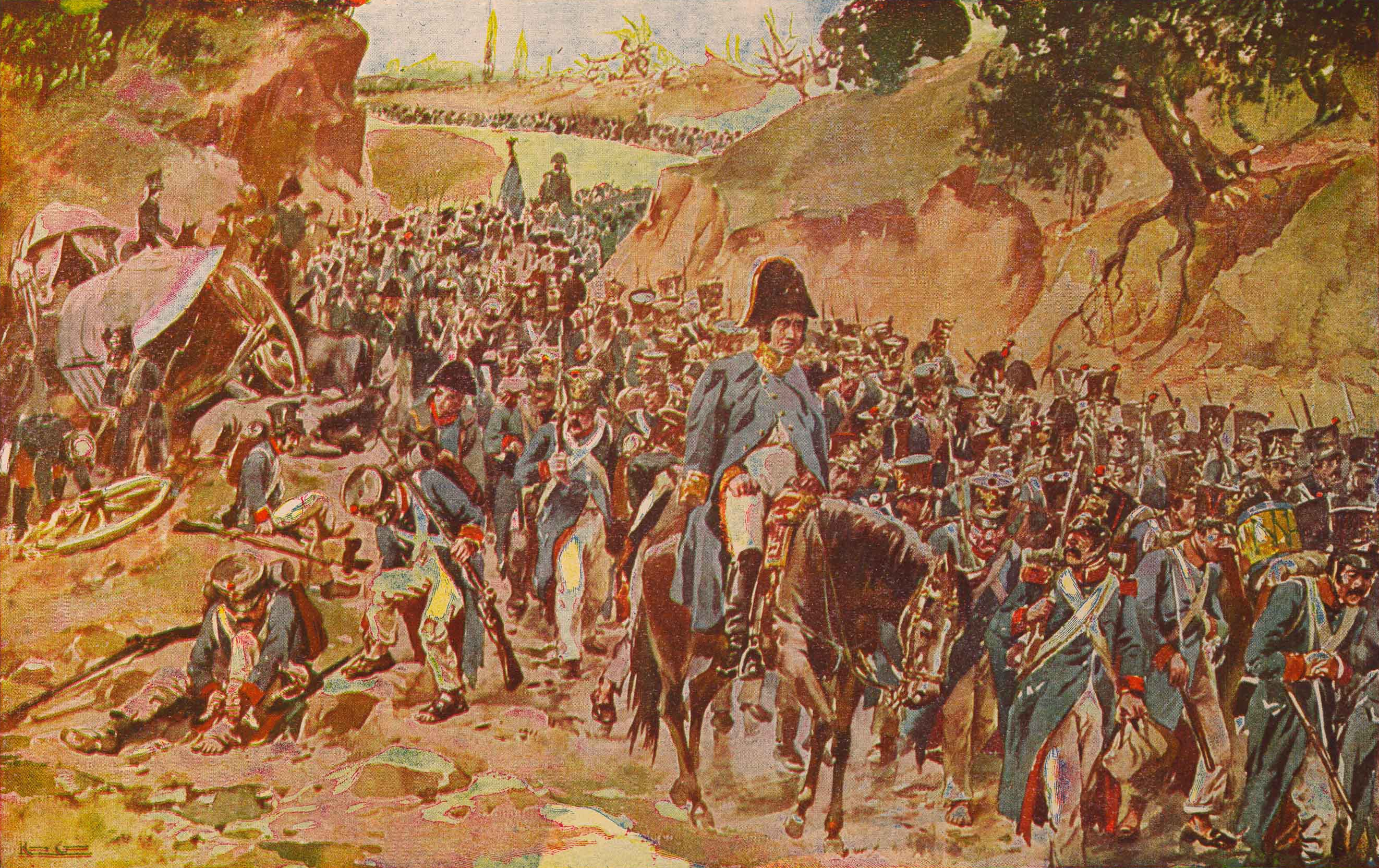
Évacuation du Portugal par les Français (illustration de Roque Gameiro, Quadros da História de Portugal, 1917)

Après la bataille de Roliça, Wellesley se dirige vers la région de Porto-Novo, près de l'estuaire du Maceira (ou Alcabrichel), près de Vimeiro. Il y place ses forces afin de protéger le débarquement des brigades de Acland et Anstruther. Wellesley occupe les positions de Vimeiro tandis que la brigade d'Anstruther débarque le 19. Le 20 débute le débarquement de la brigade d'Acland mais le mauvais temps et le manque d'embarcations rend l'opération difficile ; près d'un tiers des forces se trouvent toujours à bord au matin du 21 août.
Junot quitte Lisbonne dans la nuit du 15 août avec pour objectif de localiser et d'affronter l'armée de Wellesley. Il traverse Vila Franca et Cercal où il unit ses forces à celles de Loison. Le 18, il marche vers Torres Vedras et apprend la retraite de Delaborde qui se trouve déjà à Montachique. Le 19, toutes ces forces se réunissent à Torres Vedras. Ne connaissant pas l'itinéraire de Wellesley vers Lisbonne, il décide d'aller à sa rencontre et de provoquer la bataille. Le 20 au soir il part à la rencontre de l'armée ennemie. Le 21 au matin a lieu la bataille de Vimeiro qui donne la victoire aux forces britanniques et portugaises. Les 13 500 Français présents sur le champ de bataille ne seront pas suffisants pour venir à bout des 18 000 Britanniques et Portugais qui occupent Vimeiro.
Après la défaite de Vimeiro et après avoir entendu les autres commandants de son armée, Junot décide que les conditions d'un nouvel affrontement avec Wellesley n'existent pas. Le général Kellermann est alors envoyé pour négocier un armistice avec le général Dalrymple qui avait fini par débarquer après la bataille de Vimeiro. Le résultat de ces négociations est la signature de la très contestée convention de Sintra qui permit aux Français de quitter le Portugal durant les mois de septembre et octobre 1808, mettant un terme à la première invasion française au Portugal.

## Sources et bibliographie
- (pt) Cet article est partiellement ou en totalité issu de l’article de Wikipédia en portugais intitulé « Primeira invasão francesa de Portugal » (voir la liste des auteurs).
- Alphonse Grasset, La guerre d'Espagne (1807-1813), Hachette, 1914 (lire en ligne).
- Michel Molières, Les expéditions françaises en Portugal de 1807 à 1811, Publibook, 2002 (lire en ligne).
- François Labourdette, Histoire du Portugal, Fayard, 2000, 703 p. (ISBN 9782213605906).